# Orquesta Pasdeloup
La Orquesta Pasdeloup (también conocida como Orchestre des Concerts Pasdeloup) es la orquesta sinfónica más antigua de Francia.

## Historia
Fundada en 1861 por Jules Pasdeloup con el nombre de Concerts Populaires, es la orquesta en activo más antigua de Francia. Dirigida a un público hasta entonces ausente de los grandes conciertos nocturnos, la orquesta ofreció conciertos económicos los domingos en la gran rotonda del Cirque d'hiver de París. El concierto inaugural tuvo lugar el 27 de octubre de 1861, con una orquesta de 80 músicos e incluyó la Obertura de la ópera Oberón de Carl Maria von Weber, la La sexta sinfonía (pastoral) de Beethoven, el Concierto para violín de Mendelssohn con Jean Alard y el Kaiserhymne de Joseph Haydn . 
Los ensayos tuvieron lugar el martes y jueves en el Conservatorio y el sábado en el Cirque d'hiver. Los músicos cobraron 15 francos por concierto con ensayo. El primer director fue Lancien, de la orquesta de la Ópera de París. Los primeros conciertos incluyeron música de Berlioz y Wagner . 
La empresa tuvo un gran éxito y los Concerts Populaires se convirtieron en una auténtica institución, desempeñando un papel protagonista en la formación de un nuevo público dando a conocer el repertorio austro-alemán e influyendo también en la creación de obras sinfónicas francesas.
Pasdeloup continuó su actividad hasta 1884 e intentó en vano reiniciarla en 1886 organizando, con gran éxito, un festival dedicado al compositor César Franck.
La orquesta volvió a funcionar en 1919, bajo la dirección de Serge Sandberg, con el nombre de Orquesta Pasdeloup .

## Directores principales
- Jules Pasdeloup (1861–1887)
- Rhené-Baton (1919-1933)
- Albert Wolff (1925-1928) y (1934-1970)
- Désiré-Émile Inghelbrecht (1928-1932)
- Gerard Devos (1970-1990)

André Caplet fue director adjunto de 1922 a 1925. Desde 1990, la orquesta no cuenta con un director titular permanente y está dirigida por un comité, desde el año 2000 está presidido por la violinista Marianne Rivière.

## Estrenos
- Georges Bizet : Sinfonía "Roma", 1869 (sólo 3 movimientos) – L'Arlésienne Suites No 1 y 2, 1872 – Obertura Patrie, 1874
- Camille Saint-Saëns : La rueda de Omphale, 1872
- Édouard Lalo : Symphonie espagnole, 1875 – Le Roi d'Ys, obertura, 1876
- Henri Duparc : Leonora, 1877
- Louis Aubert : Habanera, 1919
- Maurice Ravel : Alborada del gracioso, 1919 – Le tombeau de Couperin, 1929
- Lili Boulanger : D'un matin du printemps y D'un soir triste, 1920
- Darius Milhaud : Les Choéphores, versión concierto, 1927 – Concierto para piano n.º 1, 1931
- Georges Migot : Sinfonía n.° 1, 1922 – La Jungle, 1932
- Pierre Capdevielle : Incantation pour la mort d'un Jeune Spartiate, 1933
- Raymond Loucheur : Sinfonía n.° 1, 1935
- Albert Roussel : Sinfonía n.º 2, 1922; Sinfonía n.º 4, 1935
- Marcel Landowski : Ritmos del mundo, 1941; Concierto para piano nº 1, 1942; Sinfonía nº 1, 1949; Las bodas de la noche, 1962
- Jean Martinon : Sinfonía n° 2, 1945
- Henri Tomasi : Canto para el Vietnam, 1969
- Henri Sauguet : Sinfonía n° 4, 1971
- Jacques Charpentier : Sinfonía n° 5, 1977

## Discografía
- Berlioz: La condenación de Fausto, op. 24 (ligeramente abreviado) con Marguerite Mireille Berthon, José de Trevi, Charles Panzéra, Louis Morturier, dirigida por Piero Coppola
- Borodin: en las estepas de Asia Central, Désiré-Émile Inghelbrecht
- Charpentier La Vie du Poète (dirigida por el compositor)
- Debussy: La Damoiselle élue con Odette Ricquier, Jeanne Guyla, Piero Coppola; Suite pequeña, Désiré-Émile Inghelbrecht
- Dukas: L'apprenti hechicero, Désiré-Émile Inghelbrecht
- Franck: Sinfonía, Rhené-Baton
- Mozart: Concierto para piano n.° 26 en re mayor, K. 537 Magda Tagliaferro, dirigida por Reynaldo Hahn
- Offenbach: Le Financier et le Savetier, dirigida por Jean-Christophe Keck
- Richard Strauss: Danza de los siete velos, Piero Coppola [4]